# Metal de Misch

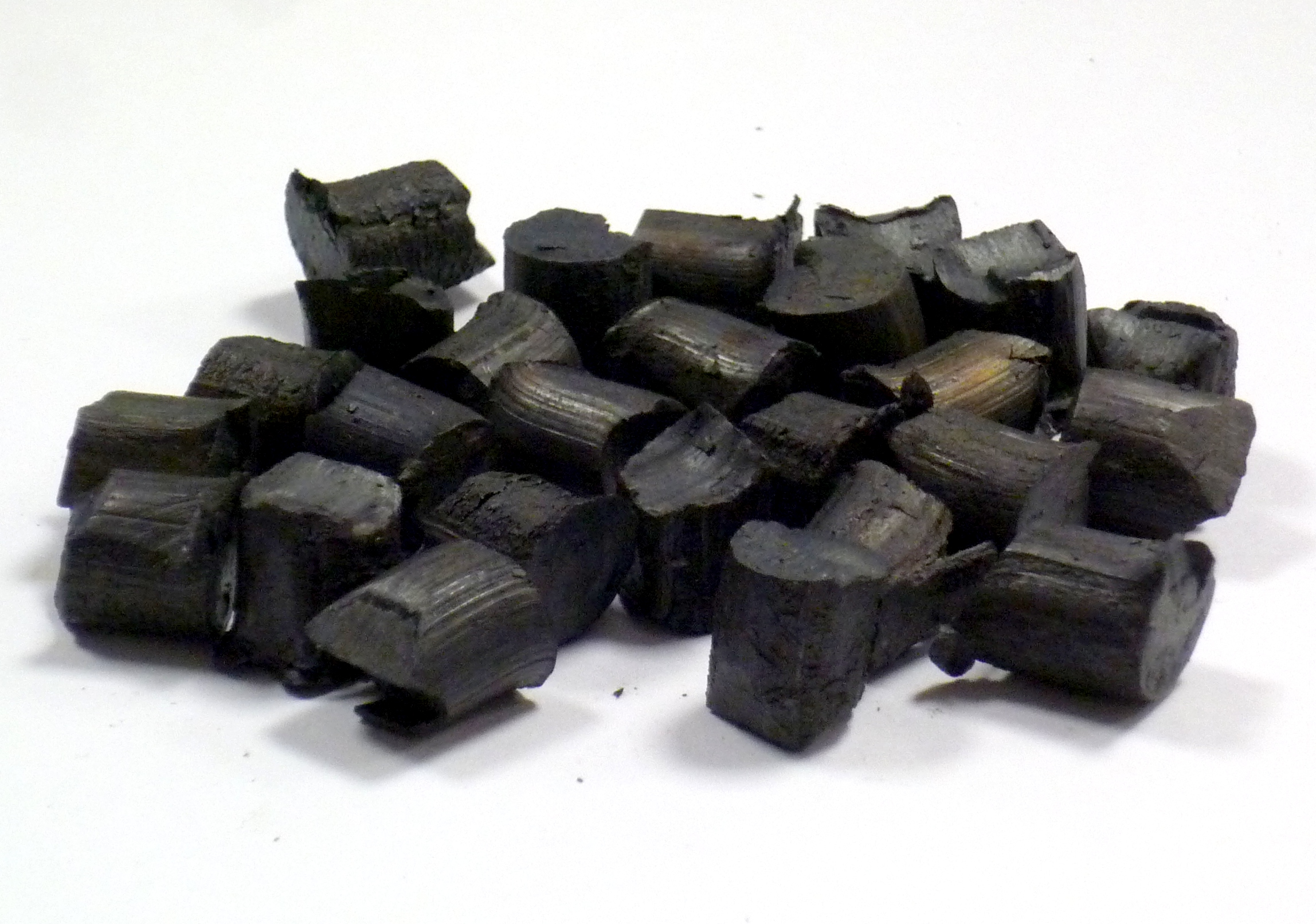
Metal de Misch

El Mischmetal es una aleación de elementos de tierras raras en diferentes proporciones de forma natural. Una composición típica incluye aproximadamente 50 % de cerio y 45 % de lantano, con pequeñas cantidades de neodimio y praseodimio. Su uso más común es en el dispositivo de ignición de piedra utilizado en numerosos encendedores y antorchas, aunque una aleación solo de tierras raras sería demasiado suave para producir chispas. Para este propósito, es mezclado con óxido de hierro y óxido de magnesio para formar un material más duro conocido como ferrocerio.